# Marian Mazur (naukowiec)
Marian Mazur (ur. 7 grudnia 1909 w Radomiu, zm. 21 stycznia 1983 w Warszawie) – polski inżynier elektryk, specjalista w zakresie elektrotermii, automatyk, cybernetyk, naukoznawca, profesor nadzwyczajny, doktor habilitowany nauk technicznych, twórca jakościowej teorii informacji oraz cybernetycznej teorii układów samodzielnych, współtwórca i najważniejszy przedstawiciel polskiej szkoły cybernetyki.

## Życiorys

### Dzieciństwo i okres międzywojenny
Marian Mazur urodził się w rodzinie Mikołaja Mazura, blacharza, pracownika warsztatów kolejowych PKP w Radomiu i Marii Mazur. Maturę zdał jako prymus w Gimnazjum im. Jana Kochanowskiego w Radomiu w 1927 roku. W 1934 roku ukończył studia inżynierskie na Wydziale Elektrycznym Politechniki Warszawskiej. Po studiach odbył roczną służbę wojskową w jednostce saperów w Modlinie. Po jej zakończeniu pracował w Państwowym Instytucie Telekomunikacyjnym w Warszawie (1935–1939), założonym i kierowanym przez prof. Janusza Groszkowskiego. Początkowo był kierownikiem i jedynym pracownikiem tworzonego laboratorium pomiarów elektrycznych. W tym laboratorium oprócz zastosowania klasycznych urządzeń i stanowisk pomiarowych, opracował i zbudował stanowisko do pomiaru indukcyjności dławików magnetycznie nasycanych prądem stałym. Po powstaniu laboratorium przeszedł do działu automatyki, gdzie od 1937 roku pracował nad stworzeniem podstaw teoretycznych i modelu laboratoryjnego automatycznego połączenia telefonicznego z perspektywą realizacji na linii Warszawa–Katowice. Było to wówczas rozwiązanie pionierskie w skali światowej. W ramach tych prac opracował m.in. niezawodny datownik pełnoautomatyczny, dużo lepszy od dostępnych wówczas datowników półautomatycznych. Elektryczny datownik pełnoautomatyczny jego autorstwa składał się jedynie z czterech elementów, a w swojej pracy uwzględniał również rok przestępny. Przed II wojną światową opublikował sześć artykułów naukowych z zakresu elektrotechniki. Doświadczenia z pracy w Państwowym Instytucie Telekomunikacyjnym, a zwłaszcza panująca tam duża swoboda wyboru tematyki badań naukowych, wywarły duży wpływ na dalszą działalność naukową M. Mazura.

### II wojna światowa
W czasie wojny M. Mazur ukrywał się w Warszawie i wiejskim dworku w jej okolicy. Wolny czas wykorzystywał na pracę naukową. W 1942 roku zainteresował się ideą zastosowania pojęć zaczerpniętych z automatyki do opisu procesów psychicznych, szczególnie charakteru. Stworzył wtedy pierwszą wersję teorii systemów autonomicznych, wówczas nazywanej teorią układów samodzielnych, której dwustustronicowy rękopis został zniszczony w powstaniu warszawskim.

### Okres powojenny

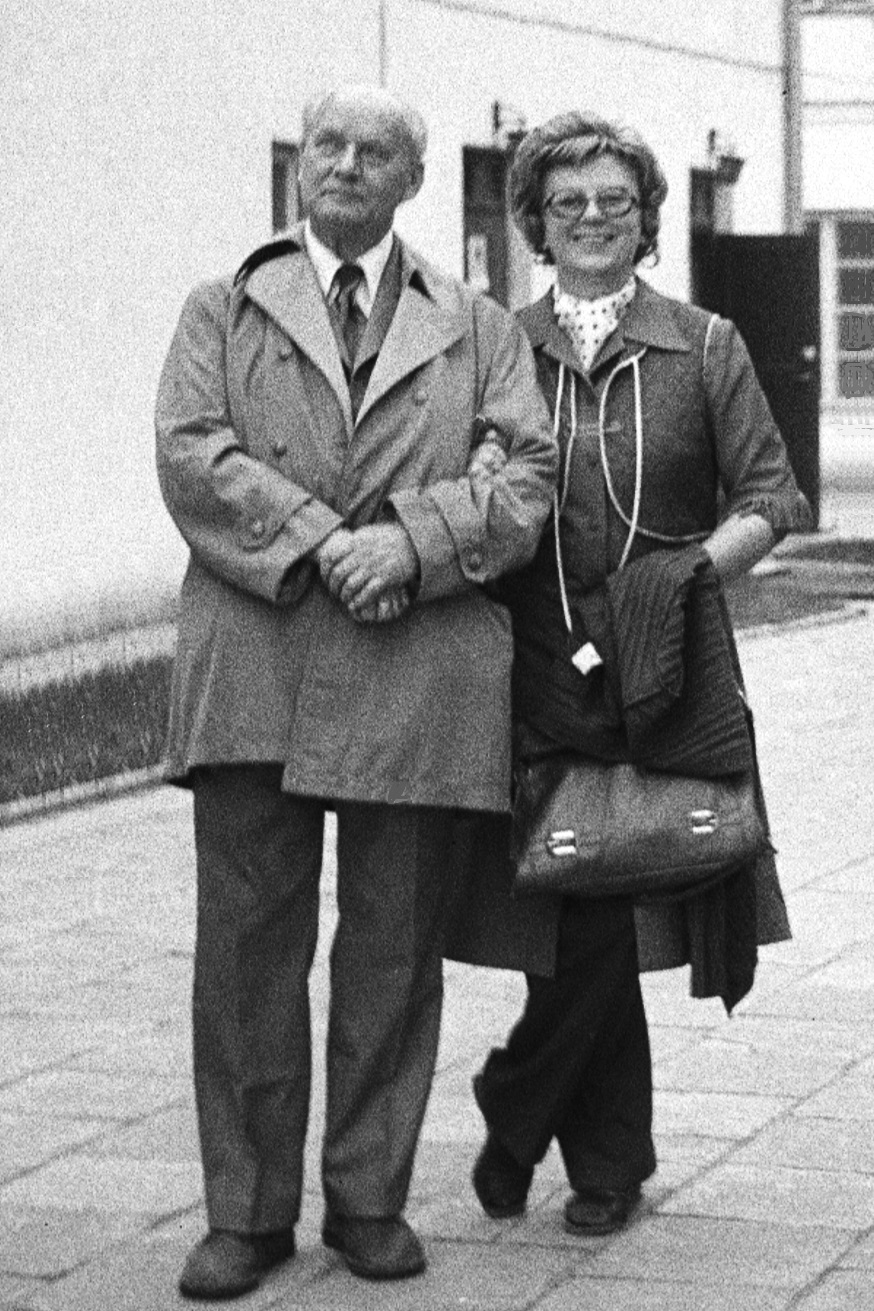
Marian Mazur z żoną Hanną Mazur

Po wojnie Marian Mazur próbował wznowić pracę nad teorią systemów autonomicznych, ale było to trudne ze względu na stosunek władz do tej tematyki oraz konieczność odbudowy kraju. W latach 1946–1947 pracował jako inspektor w Ministerstwie Przemysłu i Handlu. Następnie rozpoczął pracę w Zakładzie Elektrotermii resortowego Instytutu Elektrotechniki w podwarszawskim Międzylesiu (1948–1967), wykładał jednocześnie na Politechnice Warszawskiej. Zajmował się zagadnieniami elektrotermii, dziedziny wiedzy, w której występowało wiele interesujących go problemów sterowniczych. Najpierw stworzył laboratorium pomiarowe na potrzeby elektrotermii, potem zajmował się analizami teoretycznymi i badaniami eksperymentalnymi z zakresu nagrzewania promiennikowego (podczerwienią). W roku 1951 obronił na Politechnice Warszawskiej pracę doktorską pt. Promieniowanie zwrotne oporowych skrętek grzejnych. Wprowadził do literatury m.in. wzór wyrażający współczynnik promieniowania zwrotnego oporowych skrętek grzejnych. W 1954 roku uzyskał nominację na profesora nadzwyczajnego. W następnych latach dużą uwagę poświęcił na uporządkowanie terminologii technicznej z zakresu słownictwa elektrycznego. Opublikował z tego zakresu kilkadziesiąt artykułów i książkę Terminologia techniczna (1961), w której zamieścił i zilustrował czternaście zasad terminologicznych. Po przemianach politycznych 1956 roku otworzyła się w Polsce możliwość oficjalnego zapoznania się z dorobkiem nowej dziedziny wiedzy, jaką była cybernetyka. Po wszechstronnym przeglądzie dorobku cybernetyki stwierdził, że jego koncepcja jest wciąż pionierska w skali światowej, dlatego podjął decyzję o wznowieniu pracy nad teorią systemów autonomicznych. W trakcie prac nad tą teorią musiał rozwiązać wiele problemów cząstkowych dotyczących np. teorii informacji czy myślenia. W latach 1967–1974 pracował w Zakładzie Prakseologii Polskiej Akademii Nauk, jako kierownik Pracowni Epistemologii. Zajmował się wówczas głównie problemami naukoznawstwa i optymalizacji. Opracował m.in. morfologiczną systematykę naukoznawstwa. W latach 1974–1979 pracował w Instytucie Polityki Naukowej, Postępu Technicznego i Szkolnictwa Wyższego PAN. W czasie pracy naukowej uczestniczył w kilkudziesięciu konferencjach naukowych, tak w Polsce, jak i za granicą. W roku akademickim 1974–1975 wykładał cybernetykę (w tym swoje teorie) w Ecole des Hautes Etudes en Sciences Sociales w Paryżu (Uniwersytet Paryski). W 1977 roku był konsultantem z zakresu sztucznej inteligencji w Rice University w Houston w Stanach Zjednoczonych.

## Członkostwo w organizacjach i pełnione funkcje
W trakcie pracy zawodowej był członkiem wielu organizacji i pełnił wiele funkcji. W latach 1948–1955 był sekretarzem, a następnie przewodniczącym (1955–1963) Centralnej Komisji Słownictwa Elektrycznego Stowarzyszenia Elektryków Polskich. W 1957 roku był współzałożycielem, oraz został wiceprzewodniczącym (1957–1960), a następnie przewodniczącym Polskiego Komitetu Elektrotermii (1960–1962). W latach 1956–1966 był członkiem kolegium redakcyjnego czasopisma „Prace Instytutu Elektrotechniki”, oraz członkiem Rady Naukowej Instytutu Elektrotechniki, a w latach 1956–1959 jej sekretarzem naukowym. W latach 1958–1961 był doradcą naukowym Głównego Urzędu Miar (później Centralnego Urzędu Jakości i Miar), obecnie Polskiego Komitetu Normalizacyjnego, oraz członkiem Rady Naukowej do spraw Metrologii. W 1972 roku został powołany przez Prezesa Rady Ministrów na stanowisko przewodniczącego Rady Naukowej do spraw Metrologii. Był również członkiem Komitetu Naukoznawstwa PAN (1970–1981). Był też Przewodniczącym Komisji Instytutów Resortowych Związku Nauczycielstwa Polskiego (1957–1962), oraz prezesem Oddziału Związku Nauczycielstwa Polskiego przy Polskiej Akademii Nauk (1969–1972). Od 1962 roku był członkiem Polskiego Towarzystwa Cybernetycznego, był również członkiem Rady Naukowej tego towarzystwa.
Na arenie międzynarodowej był przewodniczącym 27 Komitetu Studiów Międzynarodowej Organizacji Elektrotermicznej (1960–1971). Zorganizował pięć konferencji tego Komitetu: w Warszawie (1961), Mediolanie (1964), Brukseli (1967), Teheranie (1969), oraz ponownie w Warszawie (1971). W czasie swej kadencji nadzorował opracowanie dwudziestu norm międzynarodowych, opracował również projekt słownika elektrotermicznego przewidzianego do wydania jako rozdział Międzynarodowego słownika elektrycznego w wersji francuskiej i angielskiej.

## Najwybitniejsze osiągnięcia naukowe
Główne prace Mariana Mazura, które do dziś wywierają wpływ na działalność części naukowców, to teoria systemów autonomicznych oraz jakościowa teoria informacji. Powstanie jakościowej teorii informacji było niezbędne do wyjaśnienia funkcjonowania systemów autonomicznych. Jej nazwa jest nieco myląca, gdyż po opublikowaniu w 1948 roku przez Claude E. Shannona Matematycznej teorii komunikacji, utożsamianej przez większość autorów z teorią informacji, podejmowano próby uzupełnienia jej braków, w tym określenia wartości, jakości informacji. Marian Mazur podszedł do zagadnienia w odmienny sposób. Przeanalizował uogólniony tor sterowniczy, jego elementy składowe i ich transformacje. Dopiero tak powstałym pojęciom przypisał w dalszym toku pracy terminy naukowe zgodne z określonymi wcześniej przez siebie zasadami teminologiczymi. Wyniki swoich dociekań opublikował w książce Jakościowa teoria informacji (1970). Książka ta zastała również wydana po rosyjsku w Związku Radzieckim (1974) oraz po francusku w Belgii (1976). Wykazał w niej, że możliwych jest sześć sposobów informowania wiernego, przeanalizował wszelkie możliwe rodzaje zniekształceń informacji. Wyjaśnił również, na czym polega „rozumienie informacji”, „znaczenie informacji”, „treść” itp., co dotychczas pozostawało poza zasięgiem teorii informacji. Nie wyjaśniał jednak zagadnień dotyczących „jakości” informacji w znaczeniu jej wartości (cenności). Poza tym wprowadził rozróżnienie między „informacjami opisującymi” a „informacjami identyfikującymi” i wykazał, że tylko liczba informacji identyfikujących jest tym samym co ilość informacji wyrażona wzorem Shannona – wbrew panującemu dotychczas przeświadczeniu, że odnosi się on do wszelkich informacji. W Jakościowej teorii informacji naukowo wyjaśnione zostało zagadnienie przenoszenia wszelkich „informacji energomaterialnych”. Wyjaśnienie zagadnienia przenoszenia „informacji abstrakcyjnych”, czyli dotyczących relacji między obiektami, którym nie przypisuje się masy, energii ani położenia w fizykalnej czasoprzestrzeni dokonał Józef Kossecki, tworząc ogólną jakościową teorię informacji. Opisał ją w książce Metacybernetyka (2005). Jakościowa teoria informacji i ogólna jakościowa teoria informacji tworzą razem kompletną teorię wszelkiej informacji.

## Polska szkoła psychocybernetyki i cybernetyki społecznej
Oryginalne teorie naukowe Mariana Mazura z zakresu cybernetyki znalazły pewien oddźwięk w publikacjach innych autorów. Niektórzy z nich stali się współtwórcami polskiej szkoły psychocybernetyki, a zwłaszcza cybernetyki społecznej. Jednym z nich jest Józef Kossecki, który przeszedł z nauk technicznych do nauk społecznych. Pracował on głównie w Warszawie i Kielcach. Stał się twórcą polskiej szkoły cybernetyki społecznej. Rozwinął teorie Mariana Mazura, opracowując m.in. ogólną jakościową teorię informacji, oraz teorię procesu cybernetycznego. Adaptacją teorii systemów autonomicznych do procesu kształcenia, zwłaszcza technicznego, zajęła się Jolanta Wilsz z Akademii Pedagogicznej im. J. Długosza i Politechniki w Częstochowie. Wiesław W. Szczęsny pracujący na Uniwersytecie Warszawskim oraz wielu innych uczelniach rozwijał koncepcje M. Mazura w zakresie teorii wychowania. Zbigniew F. Zaniewski pracujący na uczelniach i w organizacjach edukacyjnych w Warszawie i Łodzi jest m.in. autorem wdrażanych w różnych zakładach przemysłowych kompleksowych taryfikatorów kwalifikacyjnych, czy oryginalnej metody opisu stanowisk pracy – InPOST, opracowanej na podstawie teorii systemów autonomicznych. W latach 80. zajmował się również zastosowaniem wspomnianej teorii w kryminologii. Także za granicą rozwijano i stosowano w praktyce teorię systemów autonomicznych. W Australii powstała pracownia analiz charakteru Mazur Centre for Psychocybernetical Counselling. Opublikowano tam również co najmniej jedno tłumaczenie na język angielski książki Mazura Cybernetyka i charakter.

## Pozostałe uwagi

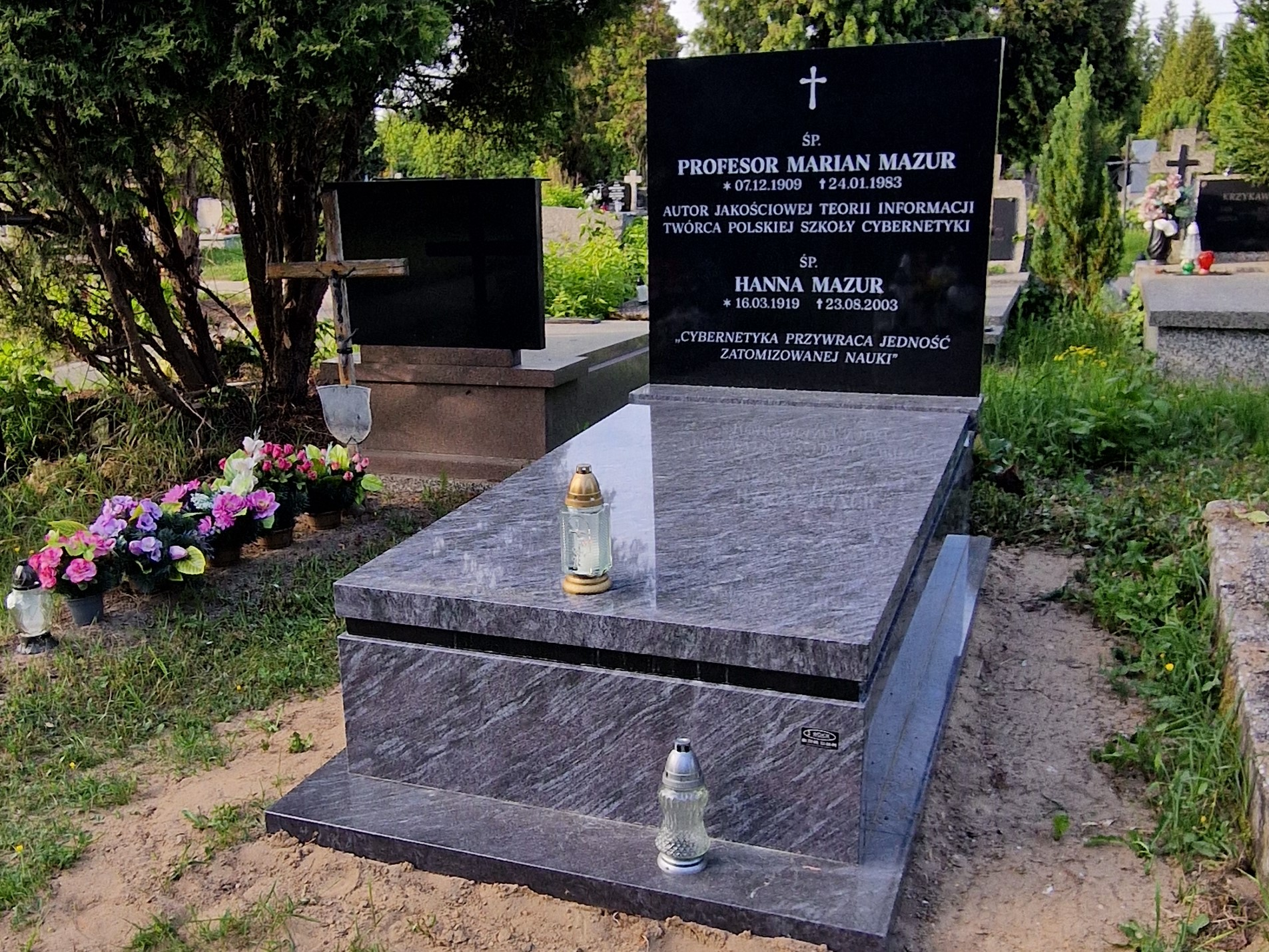
Grób Mariana Mazura na Cmentarzu Komunalnym Północnym w Warszawie

Marian Mazur, mimo dużego dorobku naukowego, nigdy nie otrzymał tytułu profesora zwyczajnego. W roku 1988 Grzegorz Królikiewicz nakręcił film dokumentalny pt. Prekursor, poświęcony jego życiu i działalności naukowej.
W 2007 roku powstała Fundacja Rozwoju Człowieka „Galileo” im. prof. Mariana Mazura z siedzibą w Ratajach Słupskich w gminie Pacanów.
Żoną Mariana Mazura była Hanna Mazur, piosenkarka występująca głównie w lokalach gastronomicznych. Mieli razem dwóch synów, którzy obecnie mieszkają za granicą, w Belgii i Stanach Zjednoczonych.
Psychocybernetyka rozwijana przez Mariana Mazura nie ma nic wspólnego z ideami i ćwiczeniami zawartymi w książkach chirurga plastycznego Maxwella Maltza pt. Psychocybernetyka (1960), Nowa psychocybernetyka oraz Bobbe’a Sommersa i Marka Falsteina pt. Psychocybernetyka 2000.
Marian Mazur spoczął na Cmentarzu Komunalnym Północnym na Wólce Węglowej (kwatera W-VII-11).

## Ważniejsze publikacje

### Książki
- Oświetlenie i ogrzewanie elektryczne. Kurs licealny. Wyd. Państwowe Technicum Korespondencyjne, Warszawa 1949.
- Urządzenia elektryczne. Kurs licealny. Wyd. Państwowe Technicum Korespondencyjne, Warszawa 1950.
- Oświetlenie elektryczne. PWT, Warszawa 1950.
- Suszenie podczerwienią w przemyśle chemicznym. PWT, Warszawa 1951.
- Promieniowanie zwrotne oporowych skrętek grzejnych. Prace Instytutu Elektrotechniki, nr 1(4), Warszawa 1952.
- Elektryczne urządzenia grzejne. PWT, Warszawa 1953.
- Zasady pracy stalowniczych pieców łukowych (skrypt). Instytut Elektrotechniki, Warszawa 1953.
- Nagrzewanie promiennikowe. PWT, Warszawa 1953.
- Słownik elektryczny rosyjsko-polski. Pod red. M. Mazura, PWT, Warszawa 1956.
- Mazur M. (red.), Zastosowanie przemysłowe grzejnictwa indukcyjnego i pojemnościowego. PWN, Warszawa 1956. Współautorzy: T. Skrzypek, R. Siciński, S. Parowski.
- Terminologia techniczna. PWT, Warszawa 1961.
- Przemysłowe urządzenia elektrotermiczne. WNT, Warszawa 1964.
- Cybernetyczna teoria układów samodzielnych. PWN, Warszawa 1966.
- Informacja i informowanie. Sympozjum krajów członkowskich RWPG na temat: „Informacja ekonomiczna i techniczno-ekonomiczna dla organów zarządzania i kadr kierowniczych”, Centralny Instytut Informacji Naukowo-Technicznej i Ekonomicznej, Zakład Informacji Centralnej, Warszawa, 20–22 listopada 1968.
- Cybernetyka a zarządzanie. MSW, Warszawa 1969.
- Historia naturalna polskiego naukowca. PIW, Warszawa 1970.
- Jakościowa teoria informacji. WNT, Warszawa 1970.
- Качественная теория информации. Москва, Мир 1974.
- Cybernetyka i charakter. Wyd. 1, PIW, Warszawa 1976.
- Sekrety charakteru, czyli Poznaj samego siebie. Wyd. Agencja PIAST-Europa, Warszawa 1992.
- Cybernetyka i charakter. Psychologia XXI wieku. Wyd. 2, zm., Aula, Podkowa Leśna 1996.
- Cybernetyka i charakter. Wyd. 3, Wyższa Szkoła Zarządzania i Przedsiębiorczości im. B. Jańskiego, Warszawa 1999.
- Tajemnice charakteru, czyli poznaj samego siebie. Wyd. EFECT Centrum Optymalizacji, Warszawa 1999.

### Artykuły naukowe i publicystyka
- Organizacja nauki a rozwój gospodarki. Nauka Polska, nr 4 (16), 1956.
- Zasady terminologii technicznej. Pomiary Automatyka Kontrola, 8, 1960.
- Cybernetyczne zagadnienia przebiegu życia. [w:] Pomiary Automatyka Kontrola, nr 3, 1963.
- Myślenie maszyn. Problemy, nr 9, 1963.
- Cybernetyczne zagadnienia myślenia. Przegląd Elektrotechniczny, z. 11, 1963.
- Cybernetyka. [w:] Wielka Encyklopedia Powszechna PWN. Tom 2. Bli-Deo. PWN, Warszawa 1963.
- Nauczanie programowane. Kwartalnik Pedagogiczny, nr 1 (31), 1964.
- Sprzężenie zwrotne w automatyce i cybernetyce. Przegląd Elektrotechniczny, 2, 1965.
- Matematyczna definicja informacji. Pomiary Automatyka Kontrola, 4, 1965.
- Twór skostniały. Argumenty, nr 27 (369), 1965, s. 1, 6. Z cyklu O szkole cybernetycznie.
- Źle z polskiego. Argumenty, nr 35 (377), 1965, s. 5, 8. Z cyklu O szkole cybernetycznie.
- Źle z języków obcych. Argumenty, nr 40 (381), 1965, s. 2, 3. Z cyklu O szkole cybernetycznie.
- O potrzebie cybernetycznych badań rozwoju. Problemy Inwestowania i Rozwoju, nr 1, 1966.
- O istocie informacji. Problemy Inwestowania i Rozwoju, nr 3, 1966.
- Źle z historii. Argumenty, nr 11 (404), 1966, s. 4, 6. Z cyklu O szkole cybernetycznie.
- Źle z matematyki. Argumenty, nr 36 (430), 1966, s. 5, 10. Z cyklu O szkole cybernetycznie.
- Szkoła bez lęku. Argumenty, nr 42 (436), 1966, s. 5, 10. Z cyklu O szkole cybernetycznie.
- Integracja nauczania. Argumenty, nr 12 (458), 1967, s. 1, 6. Z cyklu O szkole cybernetycznie.
- Informacja – dezinformacja – pseudoinformacja. Argumenty, nr 22 (468), 1967, s. 1, 6–7. Z cyklu O szkole cybernetycznie.
- Teoria informacji a metrologia. Pomiary Automatyka Kontrola, nr 2, 1968.
- Podstawy cybernetycznej teorii myślenia. Zeszyty Problemowe „Kosmosu”, nr 14, Zagadnienia cybernetyki we współczesnej biologii, 1968 (Przedruk w książce Problemy psychologii matematycznej, pod red. Józefa Kozieleckiego, PWN, Warszawa 1971).
- Świadome działanie jako rozwiązanie problemu optymalizacyjnego. Nauczyciel i Wychowanie, nr 6 (62), 1969.
- Problem jakości. Prakseologia, 32, 1969.
- Cybernetyka a teoria organizacji. Problemy Organizacji, z. 18, 1970.
- Integracja i specjalizacja we współczesnej nauce. Horyzonty Techniki, nr 2 (294), 1973.
- Organizacja współczesnej działalności naukowej w zakresie badań. Życie Szkoły Wyższej, nr 9, 1975.
- Pojęcie systemu i rygory jego stosowania. [w:] Materiały Szkoły Podstaw Inżynierii Systemów nr 2, Komitet Budowy Maszyn PAN, Orzysz 1976.
- Modelowanie cybernetyczne i jego przydatność w modelowaniu procesu dydaktycznego. [w:] Problemy modelowania procesów dydaktycznych, pod red. E. Berezowskiego. PWN, Warszawa 1978. Seria: Monografie i Studia Technologia Kształcenia.
- Społeczne znaczenie cybernetyki. Nowe Drogi, nr 5, 1980.
- Zagadnienie prawdy w nauce. Zeszyty Naukowe Stowarzyszenia PAX, 1 (30), 1981.
- Homeostaza społeczna. [w:] Procesy samoregulacji w oświacie. Problemy homeostazy społecznej, pod red. M. Pęcherskiego i J. Tudreja, Warszawa 1983.
- Jaka szkoła? Przegląd Tygodniowy, nr 22 (113), 27 maja 1984.
- Pojęcie systemu i rygory jego stosowania. Postępy Cybernetyki, z. 2, 1987.

## Publikacje poświęcone Marianowi Mazurowi
- Mikke J., Wizerunki ludzi myślących, Wydawnictwo Radia i Telewizji, Warszawa 1973, s. 145–168.
- Kempisty M. (red.), Mały słownik cybernetyczny, Wiedza Powszechna, Warszawa 1973, s. 225.
- Mikke J., Wizerunki ludzi myślących, Wydawnictwo Radia i Telewizji, Warszawa 1982 s. 187–214.
- Wojciechowski A., Prekursor, „Przegląd Tygodniowy”, nr 9 (100), Warszawa, 26 lutego 1984, s. 14.
- Lechowski J., Życiorys naukowy profesora Mariana Mazura (1909-1983), „Postępy Cybernetyki”, z. 2, R. 10, 1987, s. 7–20.
- Lechowski J., Metody i konsekwencje poznawcze twórczości Mariana Mazura, „Nauka Polska”, nr 6, 1987, s. 111–113.
- Müldner-Nieckowski P., Słowo wstępne. [w:] Mazur M., Cybernetyka i charakter. Psychologia XXI wieku, AULA, wyd. 2, uzupełnione i poprawione według wskazań autora, Podkowa Leśna, 1996, s. 5–9.
- Aneks. Profesor Marian Mazur (1909-1983) (oprac. Müldner-Nieckowski P.). [w:] Mazur M., Cybernetyka i charakter. Psychologia XXI wieku, AULA, wyd. 2, uzupełnione i poprawione według wskazań autora, Podkowa Leśna, 1996, s. 341–354.
- Zaniewski Z., Status teoretyczno-metodologiczny teorii systemów autonomicznych, Stowarzyszenie Oświatowców Polskich. Zarząd Główny, „Leliwa”, Warszawa 1996.
- Lechowski J., Przedmowa, [w:] Mazur M., Cybernetyka i charakter, Wyższa Szkoła Zarządzania i Przedsiębiorczości im. B. Jańskiego, Warszawa 1999, s. 7–9.
- Nowakowska E., Społeczne funkcjonowanie norm etycznych w ujęciu twórców Polskiej Szkoły Cybernetycznej, [w:] „The Peculiarity of Man”, vol. 5, Wydział Zarządzania i Administracji WSP w Kielcach, Warszawa-Kielce 2000.
- Nowakowska E., Geneza polskiej szkoły cybernetyki społecznej, [w:] „The Peculiarity of Man”, vol. 7, Wydział Zarządzania i Administracji Akademii Świętokrzyskiej w Kielcach, Warszawa-Kielce 2002.